# Rue de Nankin
 (juin 2017).
Si vous disposez d'ouvrages ou d'articles de référence ou si vous connaissez des sites web de qualité traitant du thème abordé ici, merci de compléter l'article en donnant les références utiles à sa vérifiabilité et en les liant à la section « Notes et références ».
La rue de Nankin (chinois : 南京路 ; pinyin : nánjīng lù) est une des principales rues marchandes du centre historique de Shanghai, de Puxi, en Chine. La rue a la réputation d'être la rue la plus commerçante de toute la Chine.
La partie Est de la rue (南京东路 Nanjing dong lu) est piétonne. La partie Ouest (南京西路 Nanjing xi lu) abrite de nombreux gratte-ciel dont le Plaza 66 (288,2 m).
Cette rue passe par la place du Peuple en son centre.

## Histoire
C'est dans cette rue qu'eut lieu, en 1925, la fusillade à l'origine du Mouvement du 30 mai, fusillade au cours de laquelle la police britannique de la concession internationale ouvrit le feu sur des manifestants chinois.

## Galerie

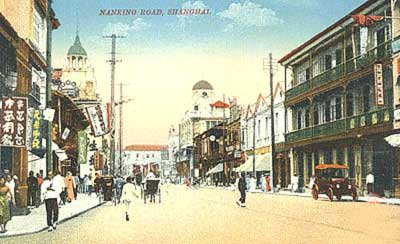
Dans les années 1920.
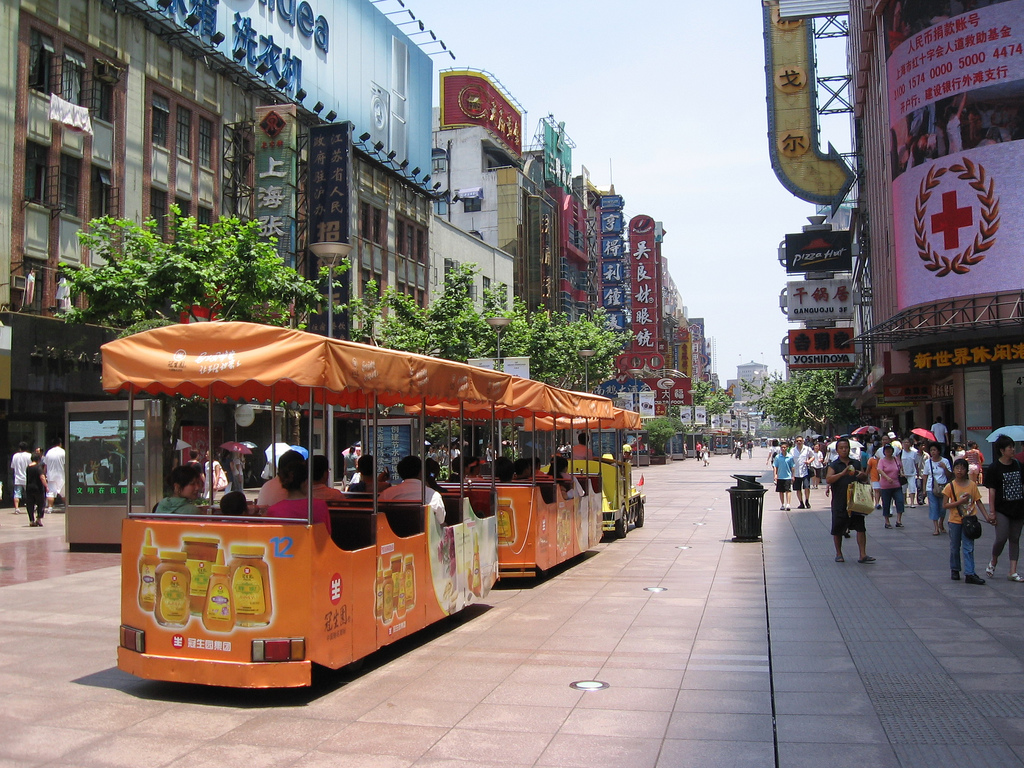
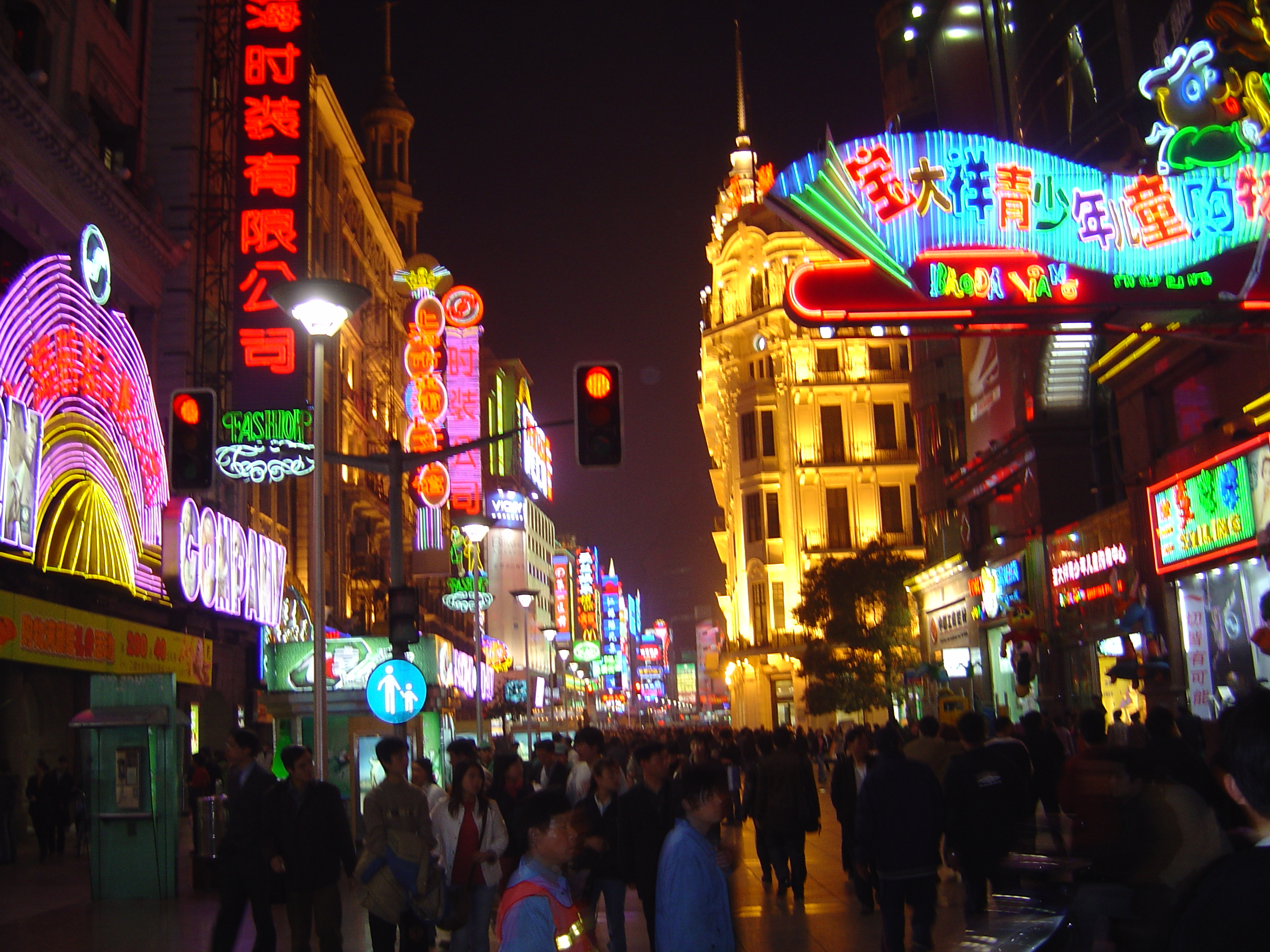
De nuit.
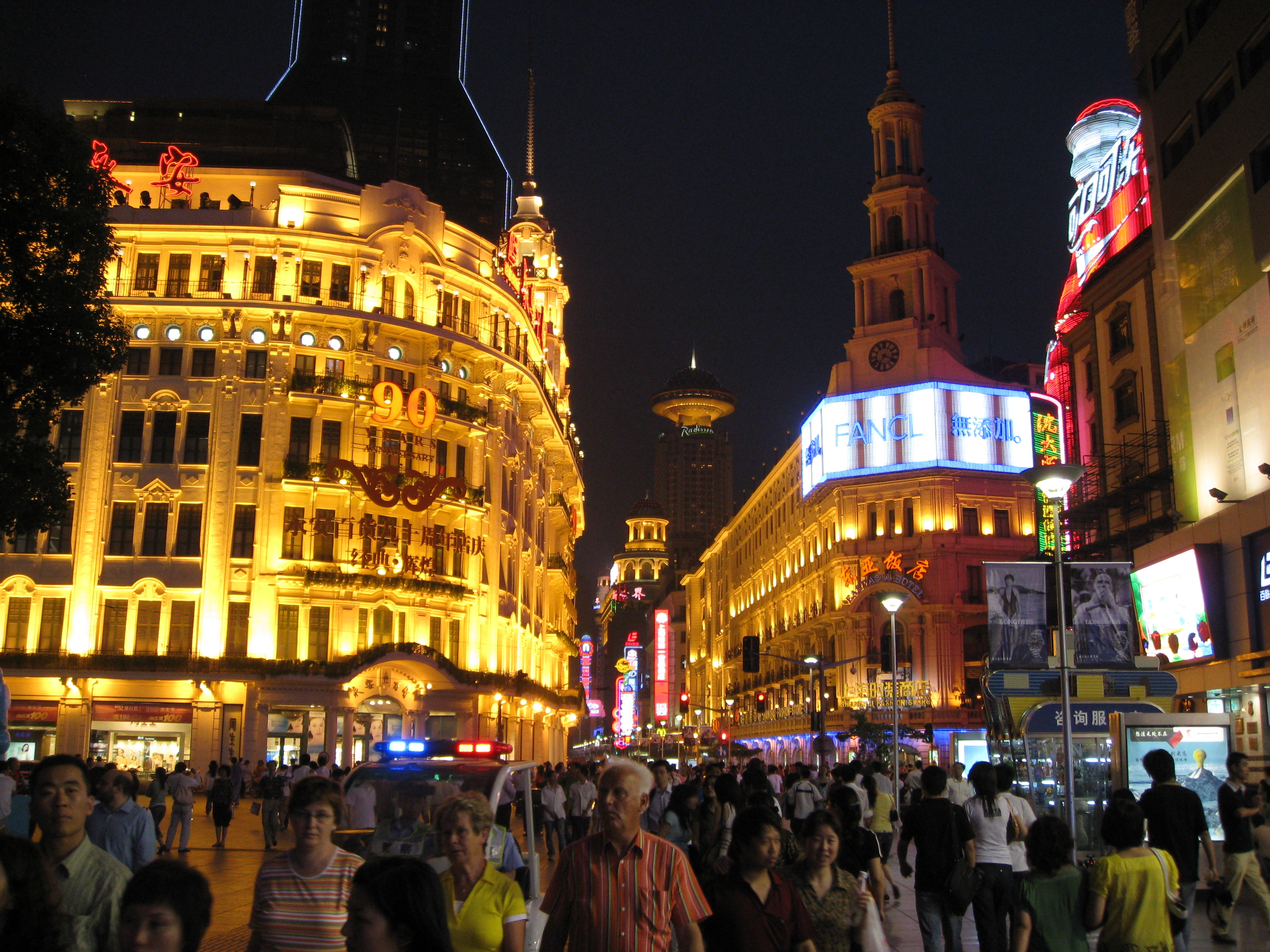
De nuit.